# Paratrichodorus minor
Paratrichodorus minor is een rondwormensoort uit de familie van de Trichodoridae. De wetenschappelijke naam van de soort is voor het eerst geldig gepubliceerd in 1956 door Colbran.